# The Waning Moon
The Waning Moon – album polskiego pianisty jazzowego Włodka Pawlika, nagrany przez Włodek Pawlik Quartet – zespół, który oprócz W. Pawlika tworzyli członkowie amerykańskiego Western Jazz Quartet: saksofonista Trent Kynaston, basista Tom Knific i perkusista Tim Froncek. Kompozytorem wszystkich utworów był Włodzimierz Pawlik. Nagrania zarejestrowano 13, 15 i 16 stycznia 1999. Rejestracji, miksowania i masteringu dokonała firma Audio Production Services, w Kalamazoo, mieście w amerykańskim stanie Michigan. LP ukazał się 2 listopada 1999; wydany przez Mercury Records/Universal Music Polska (546 739-2).

## Muzycy
- Włodek Pawlik – fortepian
- Trent Kynaston – saksofon tenorowy, saksofon sopranowy
- Tom Knific – kontrabas
- Tim Froncek – perkusja

## Lista utworów
| 1.  | „Pieniny”                        | 7:01    |
|     |                                  |         |
| 2.  | „Prelude” (1)                    | 0:51    |
|     |                                  |         |
| 3.  | „Kadisz”                         | 6:46    |
|     |                                  |         |
| 4.  | „Prelude” (2)”                   | 1:15    |
|     |                                  |         |
| 5.  | „Polish Jazz Dance”              | 6:59    |
|     |                                  |         |
| 6.  | „Almost Nothing”                 | 8:33    |
|     |                                  |         |
| 7.  | „Prelude” (3)”                   | 1:01    |
|     |                                  |         |
| 8.  | „Good Evening...Monsieur Chopin” | 8:38    |
|     |                                  |         |
| 9.  | „Prelude” (4)”                   | 1:29    |
|     |                                  |         |
| 10. | „The Waning Moon”                | 4:10    |
|     |                                  |         |
| 11. | „Prelude” (5)                    | 1:24    |
|     |                                  |         |
| 12. | „Devil's Island”                 | 7:18    |
|     |                                  |         |
| 13. | „Prelude” (6)                    | 0:34    |
|     |                                  |         |
| 14. | „Tribute to Monk”                | 5:16    |
|     |                                  |         |
|     |                                  | 1:01:15 |
|     |                                  |         |

## Informacje uzupełniające
- Produkcja – Tom Knific, Włodek Pawlik
- Inżynieria dźwięku, miksowanie, mastering – John Stites
- Praca plastyczna na okładce – Anna Myca